# Mandazi

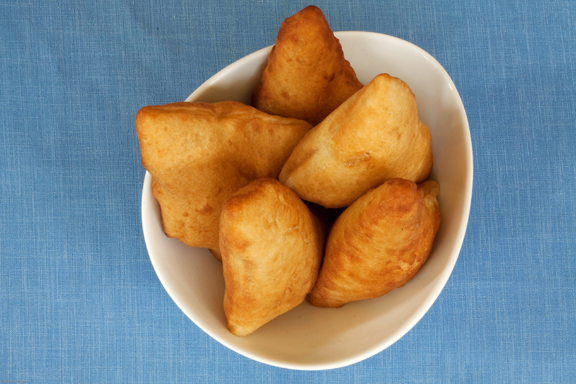
Cuenco de mandazi.

El mandazi (también maandazi o maandaazi, llamado mahamri o mamri cuando se hace con leche de coco) es un tipo de pan frito originario del África Oriental, concretamente de las zonas costeras swahili de Kenia y Tanzania. Sigue siendo popular en la región, y como resulta cómodo de preparar, puede tomarse con casi cualquier comida o salsa para mojar, o bien solo como aperitivo, y puede conservarse y recalentarse para consumirse más tarde.

## Características
El mandazi es parecido a un dónut, teniendo un sabor un poco dulce que puede diferenciarse añadiendo diversos ingredientes. Sin embargo, típicamente es menos dulce que los dónuts occidentales y se sirven sin glaseado ni escarchado. Con frecuencia se hacen con forma triangular (parecido a las samosas), pero también es común darles forma circular u oval. Cuando se cocinan, tiene una textura blanda.

## Preparación

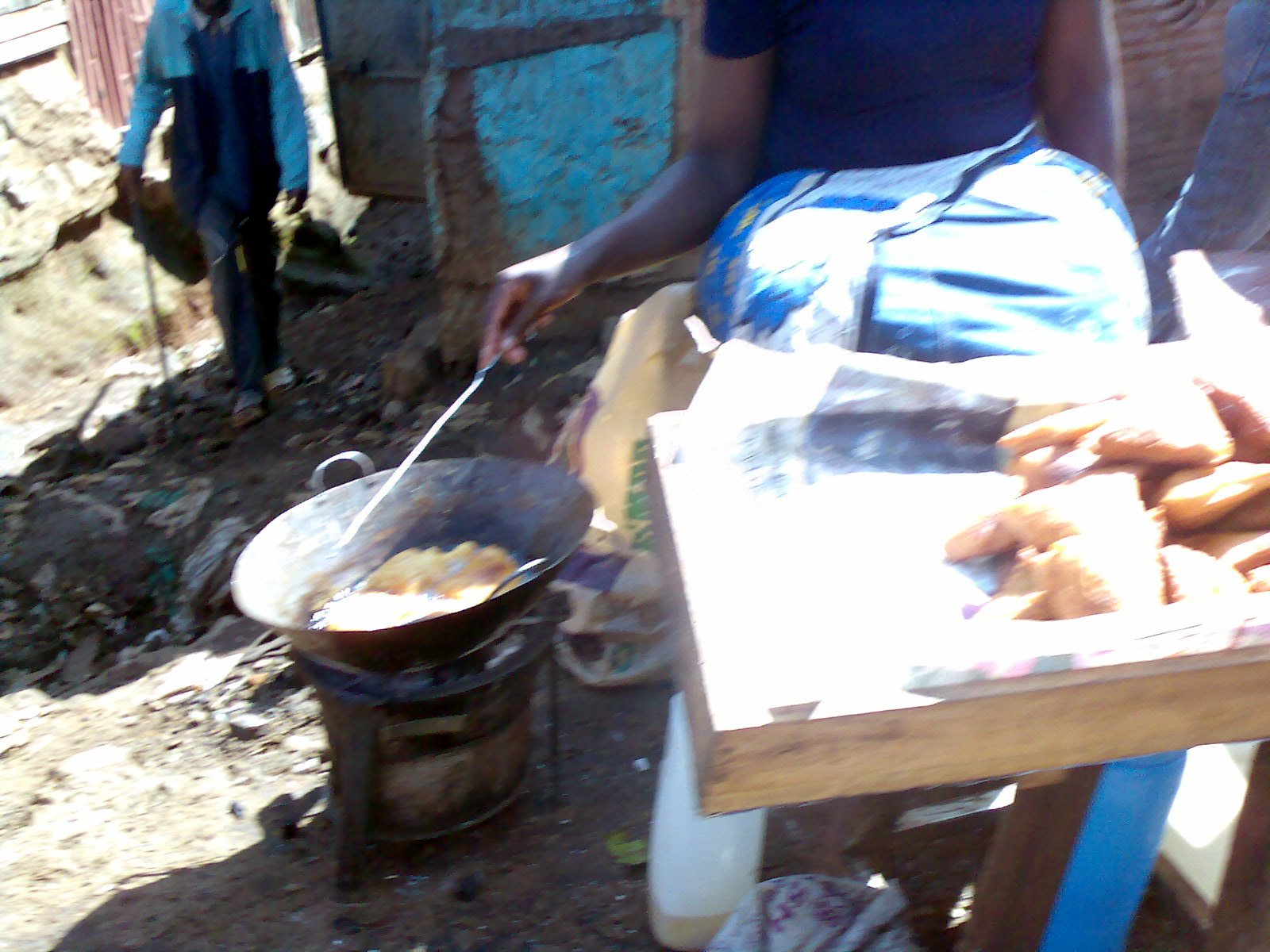
Preparación de mandazi.

El mandazi se prepara friendo brevemente la masa en aceite de cocina. Los ingredientes usados típicamente para preparar mandazi incluyen agua, azúcar, harina, levadura y leche. También es común añadir leche de coco para darles un sabor un poco más dulce. También pueden usarse otros ingredientes, como cacahuetes y almendras molidas, para darles un sabor diferente. Tras cocinarlos, pueden comerse templados o dejarse enfriar. El mandazi es popular, pudiendo comerse como acompañamiento de muchos platos. El mandazi suele hacerse por la mañana o la noche antes, tomándose como desayuno, y luego se recaliente por la tarde para la cena. El mandazi también se come frecuentemente con té, o solo, como aperitivo. Pueden usarse varias salsas para mojar, a menudo con fruta, para darle sabor. El mandazi también puede comerse como postre, sirviéndose entonces con frecuencia con azúcar glas o azúcar con canela para darles dulzor.